# 杰宁难民营
杰宁难民营（阿拉伯语：مخيم جنين للاجئين），又称杰宁营地（阿拉伯语：مخيم جنين），是位于西岸北部杰宁市的巴勒斯坦难民营。建于1953年，旨在收容1948年巴勒斯坦战争期间和之后逃离或被驱逐出家园的巴勒斯坦人。该营地从此成为巴勒斯坦武装分子的据点，并被巴勒斯坦人称为“烈士之都”，被以色列国防军称为“马蜂窝”。
该营地是与巴以冲突有关的多起事件的发生地，其中最著名的是2002年以色列和巴勒斯坦武装分子之间的杰宁战役以及2022年半岛电视台记者夏琳·阿克利赫被杀事件，并且仍然是以色列和巴勒斯坦军队之间频繁发生冲突的地点。
该营地人口密度很高，联合国近东救济工程处估计为33,000人/平方公里。难民营中的难民面临着艰难的生活条件，部分原因是以色列的制裁。与西岸其他地区相比，该难民营的失业率很高，许多难民住在不合格的避难所中，污水网络很差，水电普遍短缺。